# Chaurpati
Chaurpati (en népalais : चौरपाटी) est une municipalité rurale du Népal située dans le district d'Achham. Au recensement de 2011, elle comptait 25 149 habitants.
Elle regroupe les anciens comités de développement villageois de Siudi, Sakot, Payal, Lungra, Marku et Duni.